# ها سونغ وون
ها سونغ وون ( بالهانغل 하 성운، من مواليد 22 مارس 1994 ) مغني كوري جنوبي عضو في فرقة هوتشوت من شركة ستار كريو إنتيرتينمنت (المعروفة سابقاً بأسم أردور&ابل).ولدَ ها سونغ وون في جويانج، جيونج جي دو، كوريا الجنوبية. إلتحق ببرنامج "إنتاج 101" الموسم 2 وأحتل المركز الحادي عشر بمجموع 790،302 صوتاً، وبذلكَ أصبح عضواً نشطاً في فرقة واناون.

## روابط خارجية
- ها سونغ وون على موقع IMDb (الإنجليزية)
- ها سونغ وون على موقع ميوزك برينز (الإنجليزية)
- ها سونغ وون على موقع قاعدة بيانات الفيلم (الإنجليزية)